# John Stewart (personaggio)
John Stewart è un personaggio immaginario dei fumetti pubblicati negli Stati Uniti d'America dalla DC Comics e creato dallo scrittore Dennis O'Neil e dal disegnatore Neal Adams. Esordì nella serie Green Lantern (vol. 2) n. 87 (dicembre 1971 - gennaio 1972). È un supereroe membro della forza di polizia intergalattica conosciuta come il Corpo delle Lanterne Verdi.
Stewart divenne un personaggio ricorrente all'interno dell'Universo DC nelle vesti di Lanterna Verde quando altre versioni del personaggio come Hal Jordan o Kyle Rayner, erano assenti. La sua popolarità aumentò quando divenne uno dei personaggi principali nella serie animata Justice League dal 2001 al 2004 e nella sua prosecuzione, Justice League Unlimited. Dal 2007, John Stewart diventa un personaggio fisso dei fumetti della Justice League of America e del Corpo delle Lanterne Verdi. È la seconda Lanterna Verde a non indossare una maschera, ed è anche la prima Lanterna Verde afro-americana.

## Storia editoriale
Esordì nel breve spin-off Green Lantern: Mosaic, di cui la DC pubblicò 18 numeri tra il giugno 1992 e il novembre 1993. In più, fu il personaggio principale in Green Lantern (seconda serie) dal n. 182 al n. 200, nel periodo in cui Hal Jordan rinunciò al suo posto nel Corpo (1984 - 1986).

## Biografia del personaggio

### Gli inizi
John Stewart è un architetto e un veterano della Marina degli Stati Uniti che fu scelto dai Guardiani come rinforzo per Hal Jordan, dopo che Guy Gardner fu seriamente ferito in un disastro. Sebbene Jordan obiettò dopo aver visto che Stewart aveva un comportamento belligerante nei confronti dell'autorità, i Guardiani rimasero fermi sulla loro decisione. Per Jordan, la prima missione di Stewart cominciò male avendo il dovere di proteggere un politicante razzista, quando evitò un incidente che avrebbe potuto imbarazzare il politicante durante il processo. Tuttavia, Stewart presto dimostrò il suo valore quando un assassino sparò al politicante, ma rifiutò di intervenire con Jordan nel rispondere all'attacco. Stewart aveva un buon motivo per il suo apparente abbandono del dovere, infatti fermò un assassino dall'uccidere un ufficiale di polizia in un parcheggio nel momento in cui Jordan inseguiva l'esca. Quando Jordan chiese spiegazioni a Stewart riguardo alle sue azioni, egli spiegò che quel particolare attacco fu messo in scena per avvantaggiamenti politici. Con quell'avventura, Jordan concluse che Stewart era una recluta eccellente dopotutto.
Per qualche tempo, Stewart occasionalmente servì come Lanterna Verde quando Hal Jordan non era reperibile, incluse alcune missioni con la Justice League.
Dopo che Hal Jordan smise di essere una Lanterna Verde negli anni ottanta, i Guardiani scelsero Stewart per il lavoro a tempo pieno. Stewart riempì quel ruolo per qualche anno, durante i quali sposò Katma Tui, la Lanterna Verde del pianeta Korugar che fu inizialmente assegnata per insegnare a John ad utilizzare il suo anello. Kat e John servirono insieme entro il Corpo delle Lanterne Verdi della Terra insieme ad Hal Jordan, Arisia, Kilowog, Salaak e altre Lanterne Verdi aliene.
Dopo che l'anello di John fu reso impotente attraverso i piani di Sinestro, e Katma Tui fu uccisa dalle mani dell'insana Star Sapphire, la vita di Stewart cominciò a sbriciolarsi. Primo, fu ingiustamente incolpato dell'assassinio di Carol Ferris, l'alter ego di Star Sapphire, e quindi falsamente accusato di furto dal Nambia del Sud (una nazione fittizia dell'Universo DC simile al Sudafrica dell'era dell'apartheid). Incarcerato e torturato nel Nambia del Sud per settimane, John si liberò con il suo vecchio anello, ora ripotenziato grazie agli sforzi di Hal Jordan. Come risultato, inavvertitamente, John liberò sia terroristi che assassini. Quando Jordan chiese a John delle spiegazioni, i due vennero alle mani finché John non si rese conto che i "rivoluzionari" che aveva aiutato intendevano fare strage di civili innocenti.

### Cosmic Odissey
Più tardi, John lasciò la Terra per lo spazio, dove partecipò all'Odissea Cosmica e fallì nel prevenire la distruzione del pianeta Xanshi da un avatar dell'Equazione Anti-Vita. L'incidente gli guadagnò le ire di J'onn J'onnz, che era con lui all'epoca. La serie di tragedie lasciò John distrutto, sul baratro del suicidio, e creò la criminale nota come Fatality.

### Green Lantern: Mosaic
John finalmente perdonò se stesso per i suoi errori passati e divenne più forte, un eroe più completo quando divenne il custode del "Mondo Mosaico", un mosaico di comunità di multipli pianeti che furono portati ad Oa da un Guardiano pazzo che sconvolse la mente di John. Sebbene amareggiato e scontroso all'inizio, non se ne curò, utilizzando i suoi formidabili intelletto e talento per un pensiero non convenzionale, Stewart forgiò il Mosaico in una nuova società e di conseguenza divenne il primo Guardiano terrestre dell'Universo, conosciuto come Master Builder. Come ricompensa per questo nuovo livello di consapevolezza, John fu riunito con sua moglie, Katma Tui. Tuttavia, la tragedia colpì ancora una volta e Hal Jordan, impossessato da Parallax, distrusse sia i Guardiani che la batteria del potere principale, rubando i nuovi poteri di John e la sua ritrovata moglie.

### Darkstar e oltre
Dopo Emerald Twilight e il collasso del Corpo delle Lanterne Verdi, Stewart fu reclutato dai Controllori per comandare i Darkstars, un'altra forza di pacifisti interstellari. Usando le nuove risorse al suo comando, John evacuò le città di Mosaico dalla distruzione di Oa e servì i Darkstar con distinzione finché non fu azzoppato in battaglia con Grayven sul pianeta Rann. Infine John Riottenne l'uso delle sue gambe come dono da parte di Hal Jordan prima che si sacrificasse per distruggere il Mangiatore di Soli durante The Final Night.
Come risultato della sua guarigione da parte di Hal/Parallax, cominciò a mostrare casuali scoppi di energia dalle mani che fu in grado di disperdere in tre diverse occasioni. Successivamente, dopo aver rifiutato mesi prima, accettò un nuovo anello affidato a Kyle Rayner dal disperso Hal Jordan e si unì alla Justice League. Kyle prese un po' di tempo lontano dalla Terra, e quando ritornò trovò che John era diventato un membro della Justice League molto più abile e con molta più esperienza di quando era partito.

### Green Lantern: Rebirth
Col ritorno di Hal Jordan e dei Guardiani, il Corpo fu riorganizzato. Ogni settore dello spazio ora aveva due Lanterne Verdi assegnategli, e Stewart e Jordan ora condividevano il dovere regolare nel settore 2814. Dopo lo scioglimento della Justice League in seguito agli eventi descritti nella miniserie del 2004 Crisi di Identità, e la distruzione della Torre di Guardia sulla Luna, Stewart cominciò a giocare un ruolo più largo negli affari metaumani, lavorando con alcuni nuovi membri della League. Durante gli inizi della storia di Green Lantern "Un Anno Dopo", Hal Jordan disse a Freccia Verde che John Stewart era in missione fuori dalla Terra. I dettagli riguardanti la missione furono rivelati in Green Lantern (vol. 4) n. 17. John Stewart si travestì da "Cane Affamato" per investigare in Europa. Quando John seppe che Hal Jordan fu catturato da Amon Sur e Loragg, andò a salvarlo. Questo lo portò ad un confronto con Amon Sur, che si rivelò essere il figlio del suo predecessore, Abin Sur. Durante il volo, Amon Sur ricevette un anello del Sinestro Corps e svanì.
In Justice League of America (vol-2) n. 7, lui e Wonder Woman progettarono uno dei nuovi quartier generali della League, La Sala della Giustizia. John più tardi riprenderà il ruolo di Lanterna Verde ufficiale della League su richiesta di Hal Jordan.

### La Guerra del Sinestro Corps
In Green Lantern: Sinestro Corps Special, Il Corpo delle Lanterne Verdi fu attaccato da Bedovian, il cecchino del Corpo di Sinestro, che era capace di far fuori un obiettivo lontano anche tre settori, tutto dall'interno del Mangiatore di Soli rosso. Dopo che Bedovian fece fuori parecchie Lanterne Verdi, John Stewart utilizzò il suo anello del potere come un fucile da cecchino per monitorare i settori vicini. Infine scoprì il nascondiglio segreto di Bedovian e gli sparò. Come membro del Corpo delle Lanterne Verdi era proibito uccidere un essere senziente all'epoca, e sebbene Bedovian sopravvisse, il suo fato non fu più roseo.
In Green Lantern (vol. 4) n. 22, John e Guy Gardner furono catturati da Lyssa Drak e portati su Qward, dove le due lanterne Verdi furono detenute. Hal riuscì a sconfiggere Lyssa e a liberare John e Guy dalla loro prigionia, mentre le Lanterne Perdute recuperarono Ion. Le due Lanterne terrestri fecero ritorno a casa, solo per scoprire che la Nuova Terra, come centro del Multiverso, era il prossimo obiettivo del Corpo di Sinestro.
Il Corpo di Sinestro e i Manhunters attaccarono la Terra. Cyborg Superman e Superboy-Prime attaccarono Superman, mentre Hal Jordan si scontrò con Parallax, che si impossessò di Kyle Rayner, poco prima che quest'ultimo tentasse di uccidere la famiglia di Hal. John ordinò a Guy di recuperare un ritratto della madre di Kyle. Quando Parallax assorbì anche Hal al suo interno, John guardò scioccato. Guy ritornò e incastrò il dipinto nella vista di Parallax, permettendo ad Hal di usarlo per aiutare Kyle a venire fuori dalle sue paure e disfarsi di Parallax. Ora nella sua forma originale, Parallax rimase contenuto da Ganthet e Sayd all'interno delle Batterie del Potere di Hal, John, Kyle e Guy. Ganthet e Sayd quindi rivelano che loro non erano più Guardiani. Ganthet diede a Kyle un nuovo anello del potere e gli chiese di diventare di nuovo una Lanterna Verde, cosa che egli accettò. I quattro, quindi, uscirono per finire il combattimento. Su suggerimento di Guy, John e le altre Lanterne utilizzarono il Pianeta della Guerra come una gigantesca granata, ferendo in modo grave l'Anti-Monitor, che venne quindi gettato nello spazio con Superboy-Prime.
John Stewart fu testimone dell'infezione che colpì Guy, un virus vivente di un membro del Corpo di Sinestro, chiamato Despotellis, e chiesero a Soranik Natu di aiutare Guy. Soranik usò il virus del vaiolo del Corpo delle Lanterne Verdi chiamato Leezle Pon che debellò Despotellis.
John Stewart fu più tardi convocato dai Guardiani per diventare una delle Lanterne Alpha, una nuova divisione del Corpo devoto ai suoi affari interni. Stewart, desideroso di maggiori informazioni circa la segretezza della profezia proibita, declinò l'offerta, con dispiacere dei Guardiani.
Fu anche rivelato che John servì nel Corpo della Marina con priorità da cecchino prima di diventare architetto. Mentre l'idea di farlo diventare un ex-marine nel cartone animato della Justice League, l'angolo da cecchino fu un'aggiunta dello sfondo del personaggio. Durante il suo tempo nei marines, John incontrò il giovane Hal Jordan che era nell'Air Force prima che entrambi si unissero al Corpo delle Lanterne Verdi, John Stewart fu parte della guardia assegnata per scortare Sinestro su Korugar per la sua esecuzione. Tuttavia, le Lanterne Verdi furono attaccate dal Corpo di Sinestro e dal Corpo delle Lanterne Rosse sotto Atrocitus. Le Lanterne Verdi furono lasciate a morire nello spazio dopo che Atrocitus catturò Sinestro, ma furono salvate da Saint Walker del Corpo delle Lanterne Blu. John, tuttavia, venne infettato dalla rabbia delle Lanterne Rosse. Saint Walker evocò un costrutto blu di Katma Tui, che guarì John e lo calmò, mostrandogli una visione di volo con Katma. John più tardi disse a Kilowog che voleva rivedere Katma, dicendo "lo disse l'Universo". Nello stesso numero, Fatality si convertì in Star Sapphire, e ordinò al suo anello di localizzare John Stewart.

### Trinity
Stewart appare anche nella serie in corso Trinity. È il primo che attacca la creatura aliena Konvikt, ma quando era sul punto di batterlo, la sua concentrazione improvvisamente svanì, brontolando incoerentemente in codici binari. Un momento dopo, generò spontaneamente armi complesse dal suo corpo, con mezzi non correlati al suo anello. Più tardi, tentò di spronarsi a capire come fu capace di generare quelle armi avendo avuto una brutale sessione di addestramento contro dei Fulminatori Qwardiani olografici, che non funzionavano. Più tardi mostrò a Firestorm la macchina utilizzata per monitorare l'Uovo Cosmico che imprigionava Krona, ma come ripartì, soffrì di una ricaduta e cominciò a generare coltelli dalla sua uniforme, e venne rivelato che tutto l'intero sistema era rotto.
Più tardi, a bordo del satellite del Sindacato del crimine della Terra Antimateriale, perse di nuovo il controllo e quasi distrusse il satellite con un'esplosione. Fu rivelato che queste scariche sono portate a causa dell'assorbimento di Stewart di una super arma Qwardiana, il Void Hound, che ha cercato di sfuggire al suo contenimento, o almeno di prendere il controllo di Stewart. Dopo i radicali e devastanti effetti degli incantesimi creati da Morgana la Fata ed Enigma, lo si è visto in una Terra sotto il controllo della Totalitaria Justice Society, dove tutte le Lanterne Verdi sono proibite. Stewart cominciò infine la sua rottura, e con il Void Hound ottenne abbastanza controllo su di lui da forzarlo a creare un buco nero che lo forzò a tornare sulla Terra, e senza scelta, non poté che conformarsi.

## Poteri e abilità
L'anello di John Stewart gli conferisce tutte le abilità delle altre Lanterne Verdi, che gli consentono di volare e una parziale invulnerabilità. L'anello, come per tutte le Lanterne Verdi, è un'arma della sua mente potenziata con la volontà, quindi il suo limite è soltanto l'immaginazione di chi lo indossa. Inoltre, analogamente a quanto avviene alle altre Lanterne Verdi, la personalità di Stewart si manifesta nella creazioni del suo anello, a cui infonde una solida qualità architettonica. In Green Lantern: Rebirth, Hal Jordan afferma che «tutto ciò che John costruisce è solido». Ha anche affermato che John Stewart è colui che vola meglio fra i membri del Corpo delle Lanterne Verdi. In Green Lantern (quarta serie) n. 26, è stato mostrato che il potere della volontà di John va oltre i limiti del suo anello, una cosa che non è stata discussa prima e rimane da vedere come questa volontà influirà sugli eventi futuri.

## Altre versioni
- John Stewart appare nello spin-off di Justice League Unlimited.
- John è un membro "Corpo dei Marines delle Lanterne Verdi" in Superman: Red Son.
- John apparve come Lanterna Verde di riserva in Justice.

## Altri media

### Animazione

#### Serie
John Stewart (con la voce di Phil LaMarr) è uno dei membri fondatori della Justice League, come si vede nella serie animata dello stesso nome e nel suo sequel Justice League Unlimited. La sua caratterizzazione differisce dalla versione fumettistica essendo stato un Marine degli Stati Uniti e non avendo mai esplicitamente detto di aver studiato architettura.
In uno sviluppo mai visto nel mito delle Lanterne Verdi, il colore degli occhi di Stewart sono di colore verde a causa dell'esposizione regolare alla radioattività del suo anello del potere per 15 anni; il colore svanisce quando il suo anello rimane a corto di energia o quando è fisicamente separato da esso. Bruce Timm disse che ciò fu fatto per dare maggiore look al viso di Stewart, come decisero di rimanere con la decisione della tradizione del fumetto dove Stewart non indossa una maschera perché non si vergogna di far sapere alla gente chi è. Nell'episodio "Storie di bimbi", tuttavia, Stewart viene magicamente trasformato in un bambino. C'è da notare che da bambino aveva bisogno degli occhiali, e in quell'episodio indossa una maschera per migliorare la propria vista. La maschera da lui indossata somiglia molto a quella di Kyle Rayner.
Da molti conti, l'anello è efficace anche contro il colore giallo, in contrapposizione alla vecchia debolezza del Corpo delle Lanterne Verdi. Ciò è in continuità con la prima apparizione di Kyle Rayner in Le avventure di Superman. Ci sono state alcune istanze nello show di qualcosa di giallo che alterava il potere dell'anello, ma non ha mai esplicitamente detto di avere lo stesso problema nei fumetti, come nello show non si fece riferimento alla debolezza di J'on J'onnz verso il fuoco nei fumetti, nonostante alcuni fugaci momenti in tutta la serie implica.
Avendo due personaggi principali con nomi simili (John e J'onn) può portare a minori confusioni; le didascalie di alcuni episodi erroneano in ortografia, come il nome di John come J'onn e viceversa.
Mentre dettagli specifici sono stati, al massimo, vaghi, molte delle storie di John Stewart sono state determinate attraverso vari commenti e rivelazioni durante il corso delle serie. Stewart crebbe in un quartiere di Afro-Americani a Detroit. Da bambino, era un grande fan dei fumetti della Justice Guild of America. Stewart creditò questi fumetti affermando che gli insegnarono cosa significasse essere un eroe. È anche un fan del film "Old Yeller".
Da ragazzo si arruolò nel Corpo dei Marines. Le date del suo servizio sono sconosciute, ma si può presumere che fu in servizio per parecchi anni, dato quanto ha assorbito il contegno e i metodi dei militari. Fu qui che imparò come combattere e fare starategie, così come divenne un grande amico di Rex Mason. Dopo la fine del servizio, venne scelto per essere una Lanterna Verde, e fu addestrato nell'uso dell'anello del potere da Katma Tui, con cui sviluppò una relazione romantica. Non si sa come finì la relazione.
Dato che nel settore 2814 - quello che include la Terra - c'era già una Lanterna Verde (Abin Sur), Stewart passò quindici anni pattugliando un altro settore dell'universo. Fu durante quel tempo, inseguendo il pirata spaziale Kanjar Ro, che Stewart si credette responsabile della distruzione del pianeta Ajuris 4 - più tardi rivelatosi un complotto dei Manhunters.
Quando Abin Sur fu ucciso da Sinestro e passò il suo anello a Kyle Rayner, Stewart fu trasferito ad occuparsi del settore 2814 così che Kyle potesse essere allenato da Katma. È a questo punto che la Justice League si unisce alla storia di John, quando egli rispose ad una chiamata telepatica di Martian Manhunter, che lo condusse ad allearsi con loro nella battaglia contro una forza aliena che stava per invadere, con l'aiuto di altri quattro eroi.